# Totteridge (Buckinghamshire)
Totteridge – dzielnica miasta High Wycombe, w Anglii, w Buckinghamshire, w dystrykcie (unitary authority) Buckinghamshire. Leży 21,8 km od miasta Aylesbury i 46,2 km od Londynu. W 2011 roku dzielnica liczyła 6562 mieszkańców.